# Pallavolo ai Giochi della solidarietà islamica - Torneo femminile
Il torneo femminile di pallavolo ai Giochi della solidarietà islamica è una competizione pallavolistica per squadre nazionali, organizzata con cadenza quadriennale dall'ISSF, durante i Giochi della solidarietà islamica.

## Edizioni
| Edizione      | Edizione      | Podio       | Podio   | Podio        |
| Anno          | Organizzatore | Campione    | Seconda | Terza        |
| ------------- | ------------- | ----------- | ------- | ------------ |
| 2017 Dettagli | Baku          | Azerbaigian | Turchia | Kirghizistan |
| 2021 Dettagli | Konya         | Turchia     | Iran    | Azerbaigian  |

## Medagliere
| Pos. | Squadra      | 1º posto | 2º posto | 3º posto | Totale |
| ---- | ------------ | -------- | -------- | -------- | ------ |
| 1    | Azerbaigian  | 1        | -        | 1        | 2      |
| 2    | Turchia      | 1        | 1        | -        | 2      |
| 3    | Iran         | -        | 1        | -        | 1      |
| 3    | Kirghizistan | -        | -        | 1        | 1      |